# Jumper (Third Eye Blind)
Jumper è un brano del gruppo statunitense Third Eye Blind. La canzone è il quinto e ultimo singolo estratto dal primo album omonimo della band del 1997. Ha raggiunto la quinta posizione della Billboard Hot 100.

## Nella cultura di massa
La canzone viene cantata da Jim Carrey nel film Yes Man come serenata acustica per impedire il suicidio di un uomo che vuole gettarsi dal ripiano di un edificio.

## Tracce
1. Jumper – 4:08
2. Graduate (remix) – 3:27